# 岐阜県道316号鮎立恩地線
岐阜県道316号鮎立恩地線（ぎふけんどう316ごう あゆたておんじせん）は、岐阜県郡上市内を通る一般県道である。

## 概要

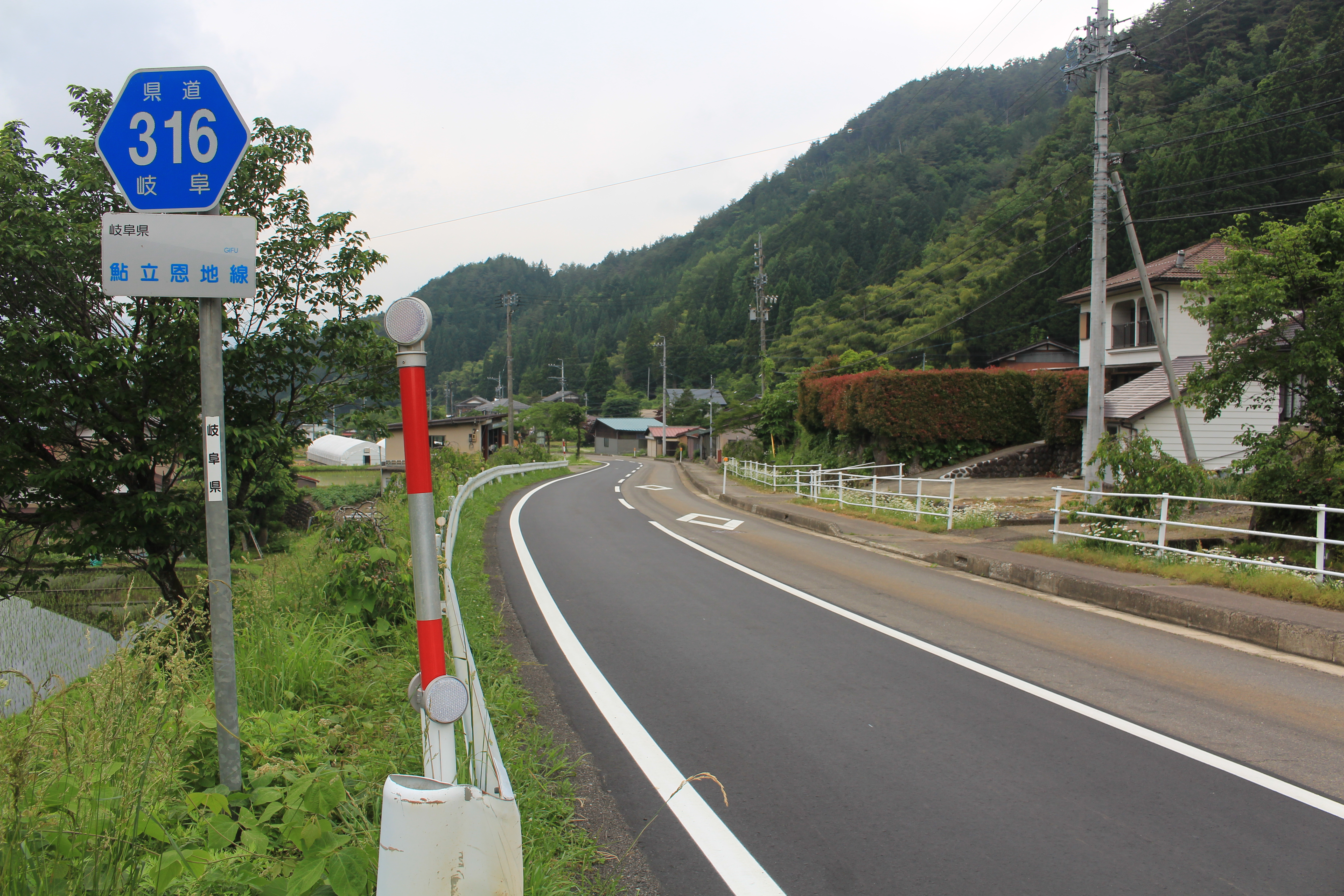
岐阜県道316号鮎立恩地線、郡上市白鳥町中西

### 路線データ
- 起点：岐阜県郡上市高鷲町鮎立（国道156号交点）
- 終点：岐阜県郡上市白鳥町恩地（岐阜県道82号白鳥明宝線交点）

## 沿革
- 1977年（昭和52年）2月27日 ： 認定[1]

## 地理

### 通過する自治体
- 岐阜県
  - 郡上市

### 接続する道路
- 国道156号・国道158号（飛騨街道）（郡上市高鷲町鮎立）

この間未開通区間あり（郡上市高鷲町鮎立 - 郡上市高鷲町鷲見）
- 岐阜県道321号ひるがの高原線・岐阜県道452号惣則高鷲線（郡上市高鷲町鷲見）

この間未開通区間あり（郡上市高鷲町鷲見 - 郡上市高鷲町鮎立）
- 岐阜県道82号白鳥明宝線（郡上市白鳥町恩地）

### 周辺

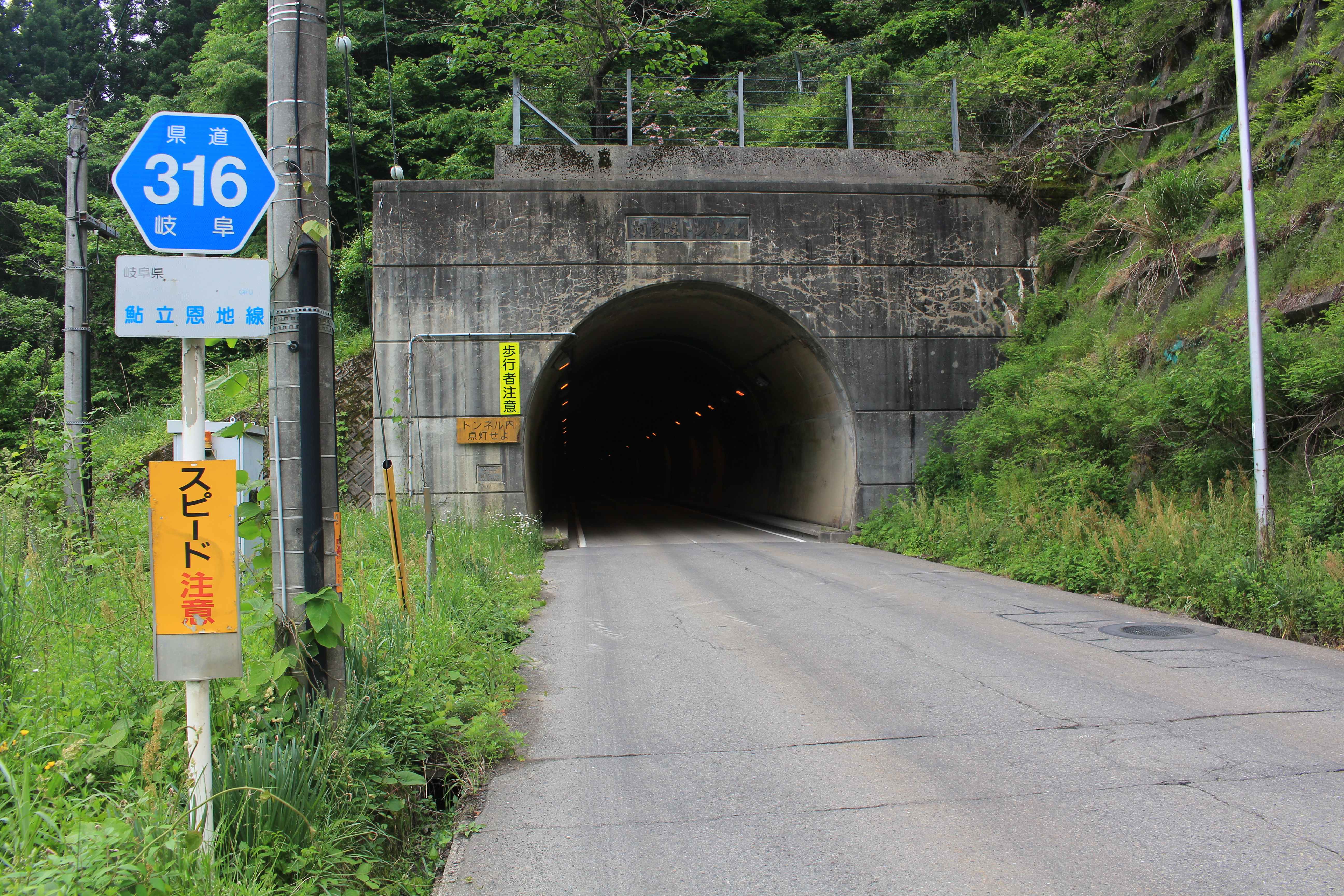
阿多岐トンネル、郡上市白鳥町阿多岐

- 鷲ヶ岳高原ゴルフ倶楽部
- 鷲ヶ岳スキー場
- ホワイトピアたかす（スキー場）

- 阿多岐トンネル
- 阿多岐ダム（阿多岐紅葉湖）
- 郡上市立牛道小学校
- 道の駅白尾ふれあいパーク